# Khitans

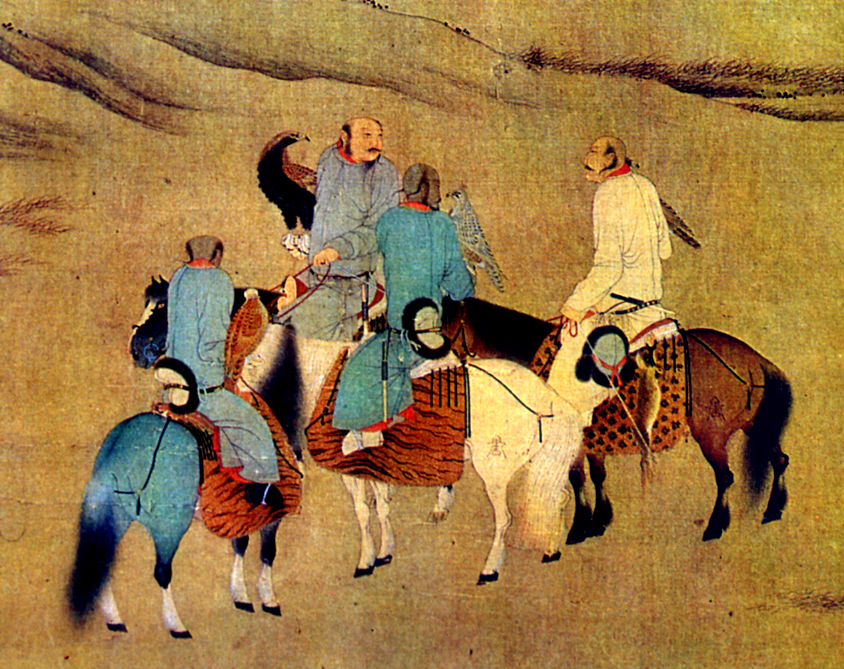
Cavaliers khitan chassant avec des aigles (dynastie Song)

Les Khitan (chinois : 契丹 ; pinyin : qìdān) sont un peuple voisin des Mongols et des Toungouses, fondateur en 907 de l'empire des Khitan (aussi appelés Grands Khitan par moments) considéré dans l'historiographie chinoise comme la dynastie Liao (遼, 辽, liáo, 907 – 1125). Les Jürchen de l'empire Jin d'Aguda les envahirent de 1115 à 1125, une partie des Khitan parvinrent à s'enfuir en Asie centrale et fondèrent l'empire Kara-Khitan. La variante Khitaï de leur nom a donné Cathay, le nom par lequel l'Europe désigna la Chine au Moyen Âge. Aujourd'hui encore, certaines langues comme le russe appellent la Chine Kitaï (Китай), tandis que le mongol la nomme Khiatad (Хятад), la finale -d étant un pluriel.

## Histoire
Les Khitan sont mentionnés pour la première fois par les chroniques chinoises en 405-406. Ils nomadisent alors dans le secteur du Xilamulun en Mongolie-Intérieure.
Ils effectuent des raids à la frontière chinoise à partir de 695. L'année suivante, ils menacent Pékin. L'empereur Tang demande de l'aide au khan des Tujue Kapaghan qui les écrase.
Néanmoins les Khitan, avec leurs voisins les Xi 奚, vont profiter de l'instabilité de la dynastie Tang pour devenir de plus en plus puissants. Les Khitan étaient dirigés par une dynastie de khans appelés les Dahe 大賀, dynastie qui prit fin en 730 par l'assassinat du khan Li Shaogu 李邵固 par son général Ketuyu 可突于 et en 735 par l'assassinat du restaurateur éphémère de la dynastie, Li Guozhe 李過折.

### Empire Khitan (Dynastie Liao 遼, 907-1125)

#### Yelü Abaoji 耶律阿保機 (Liao Taizu,r.907-926)

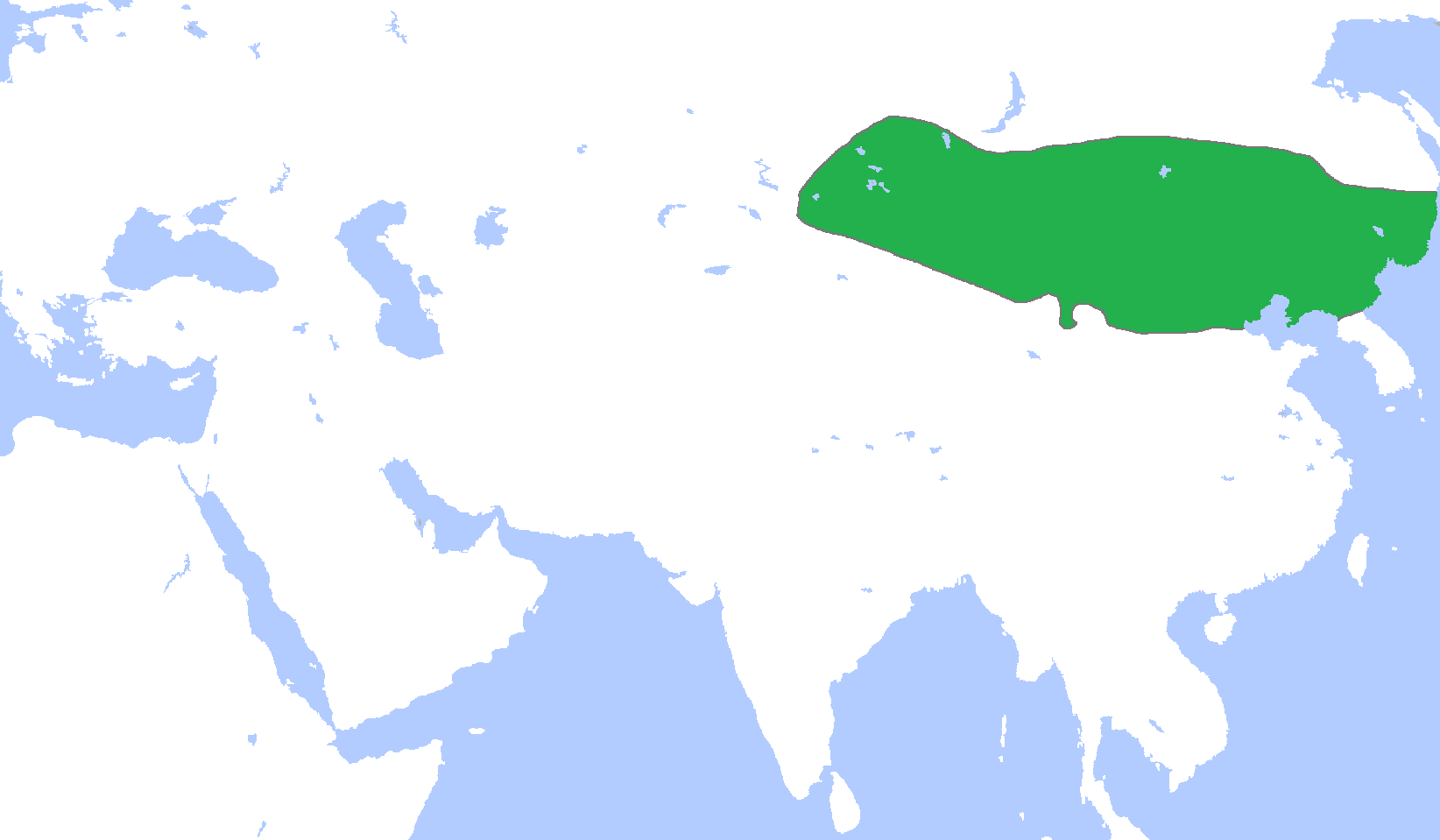
L'empire des Khitan vers l'an mille

De 907 à 926, le fondateur de l'empire des Grands Khitan, Yelü Abaoji (耶律阿保机 / 耶律阿保機, yēlǜ ābǎojī (873 — 926) conquît les ulus (peuple-état) de la steppe voisines des Khitan, conquiert à l'Ouest le sud de la Mongolie jusqu'à l'Orkhon et à l'Est le Balhae (royaume de Bohai ; chinois : 渤海 ; pinyin : bóhǎi).
La veuve d'Abaoji accède au pouvoir. Elle impose l’élection par les nobles de son fils puîné, Yelü Deguang, n'hésitant pas à faire exécuter ses adversaires en leur disant qu’elle les envoie en ambassade chez son mari défunt.

#### Yelü Deguang 耶律德光 (Liao Taizong, r. 927-947)
En 936, Deguang soutient le renversement de la dynastie chinoise des Tang Postérieurs (923-936). Le nouvel empereur fonde les Jin et donne aux Khitan une zone de 16 préfectures s'étendant du nord du Hebei (Yanzhou 燕州, actuelle Pékin) au nord du Shanxi (Yunzhou 雲州, actuelle Datong).
Le 25 janvier 947, il entre dans Kaifeng et pille la ville. Il meurt la même année sur le chemin en retournant vers le nord.

#### Yelü Ruan 耶律阮 (Liao Shizong, r. 947-951)
Liao Shizong

#### Yelü Jing 耶律璟 (Liao Muzong, r. 951-968)
Liao Muzong

#### Yelü Xian 耶律賢 (Liao Jingzong, r. 969-982)
Liao Jingzong

#### Yelü Longxu 耶律隆緒 (Liao Shengzong, r. 983-1030)
Liao Shengzong

#### Yelü Zongzhen 耶律宗真 (Liao Xingzong, r. 1031-1054)
Liao Xingzong

#### Yelü Hongji 耶律弘基 (Liao Daozong, r. 1055-1100)
Liao Daozong

#### Yelü Yanxi 耶律延禧 (Liao Tianzuodi, r. 1101-1125)
Liao Tianzuodi
L'empire des Khitan est définitivement détruit en 1125 par les Jurchen, peuple de toungouses, ancêtres des Mandchous, dont le chef Wanyan Aguda (完顏阿骨打) fonde l'empire des Jin (金, 1115 — 1234).

### Empire Kara-Khitaï (Xi Liao 西遼, 1130-1218)
Menés par Yelü Dashi 耶律大石 (r. 1130-1142) une partie des Khitan fondent l’État des Kara-Khitan (Khitan noirs) au Turkestan occidental. Cet État se maintiendra de 1130 à 1218. Ils soumettent les régions de Tourfan et de Koutcha puis se présentent aux frontières des Karakhanides, aux prises avec les Karluk de l’Ili et les Kangli du nord de la mer d'Aral. Yelü Dashi entre à Balasaghun (sur le Tchou), en dépose le prince Karakhanide et s’installe à sa place. En 1144, ils atteignent l’Amou-Daria.
Djebé, général de Gengis Khan, prend possession de l’État des Kara-Khitan à la faveur d'une révolte de la population turque de l'empire en 1218. À la mort de Gengis Khan en 1227, le territoire des Kara-Khitaï devient l'apanage de son fils Djaghataï (khanat de Djaghataï).

## Société
Ils étaient initialement organisés en une confédération de huit maisons aristocratiques dirigées par un khan élu pour une durée déterminée dans une de ces dynasties. Son successeur était systématiquement choisi dans une autre maison aristocratique. Ce système commence à se désintégrer au VIe siècle, chaque khan s'efforçant de faire reconnaître sa propre dynastie comme dominante afin que le khan soit désormais toujours désigné dans celle-ci.
Au début du Xe siècle, se met en place un féodalisme nomade, implanté définitivement à l'époque de la dynastie Liao. Le pouvoir du khan devient héréditaire, comme la propriété foncière et le titre des nobles soutenant le khan.
La société féodale nomade des Khitan est complexe. La couche inférieure est composée d'esclaves privés de droits, prisonniers de guerre ou criminels condamnés à l'esclavage. Les peuples soumis doivent payer un impôt aux seigneurs sur la terre desquels ils vivent. Les pâtres libres khitan, plus favorisés, sont de plus en plus dépendant de leur seigneur au fur et à mesure que la féodalité évolue. La classe supérieure est composée de seigneurs féodaux laïques et ecclésiastiques et de la famille du khan ou de l'empereur.
L'administration du pays est divisée en deux : l'Office de la horde du Nord s'occupe des affaires de la région nomade et l'Office de la horde du Sud administre la population agricole.

## Économie
Au VIIe siècle, l’élevage occupe la plus grande place dans leur économie, le pillage apportant l'appoint indispensable en temps difficile. L’agriculture et l’artisanat se développent dans les siècles suivants, surtout dans les régions en contact avec la Chine.
Dans l’empire khitan du Xe siècle, les pâtres libres sont exemptés d’impôts, mais doivent assurer le service postal. Seuls les peuples soumis sont assujettis à l’impôt. Au contact des Chinois, les populations du sud de l’empire khitan se sédentarisent et l’agriculture domine. Les Khitan construisent des villes fortifiées, des palais, des routes et creusent des canaux d’irrigation.
Il existe deux sortes de propriétés foncière dans l’empire Liao : la propriété d’État, où vivent au Nord des soldats-pâtres et au Sud des agriculteurs et la propriété privée des aristocrates et le domaine concédé aux monastères bouddhistes. Cette propriété privée, affermée à des pâtres et des agriculteurs, est donnée en fief par le khan aux seigneurs féodaux qui en disposent sans restriction. Les moines bouddhistes sont déjà 50 000 dans l’empire Khitan en 942. En 1078, ils sont 360 000. Ils vivent des produits des domaines concédés par le khan et de dons accordés généralement sous contrainte. Les domaines des monastères sont cultivés par des serfs attachés à la terre ou parfois donnés à bail à des fermiers.
Le commerce, avec les royaumes du Nord et les sédentaires de Chine du Sud occupe une place importante, sous forme généralement de troc, les rouleaux de soie sont néanmoins couramment utilisés comme monnaie. Vers le XIe siècle, une monnaie de bronze apparaît.

## Culture
L'écriture existe sous deux formes : la grande écriture khitan, tirée de l'écriture chinoise et utilisée pour les inscriptions officielles, et la petite écriture khitan, peut-être une variante de l'écriture ouïghoure.

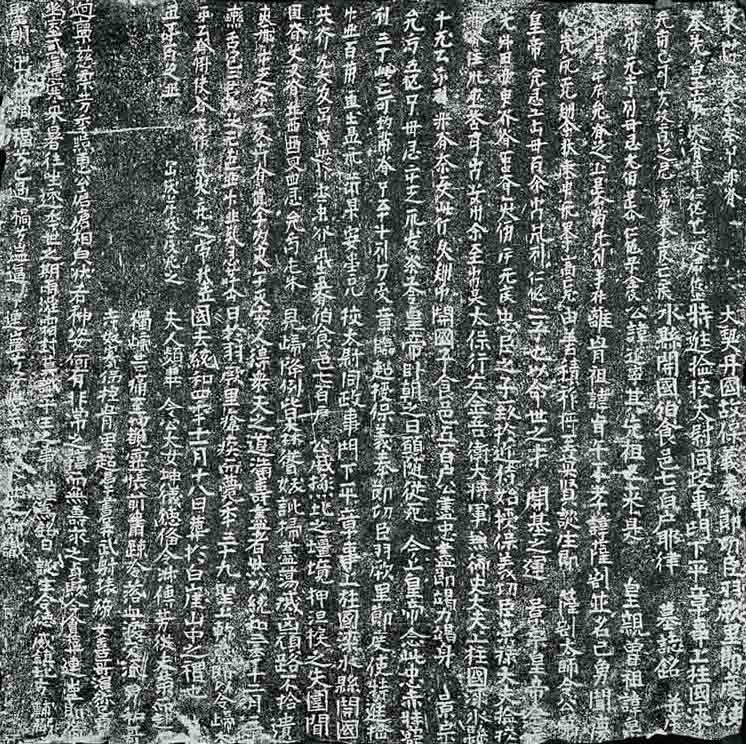
Grande écriture khitan
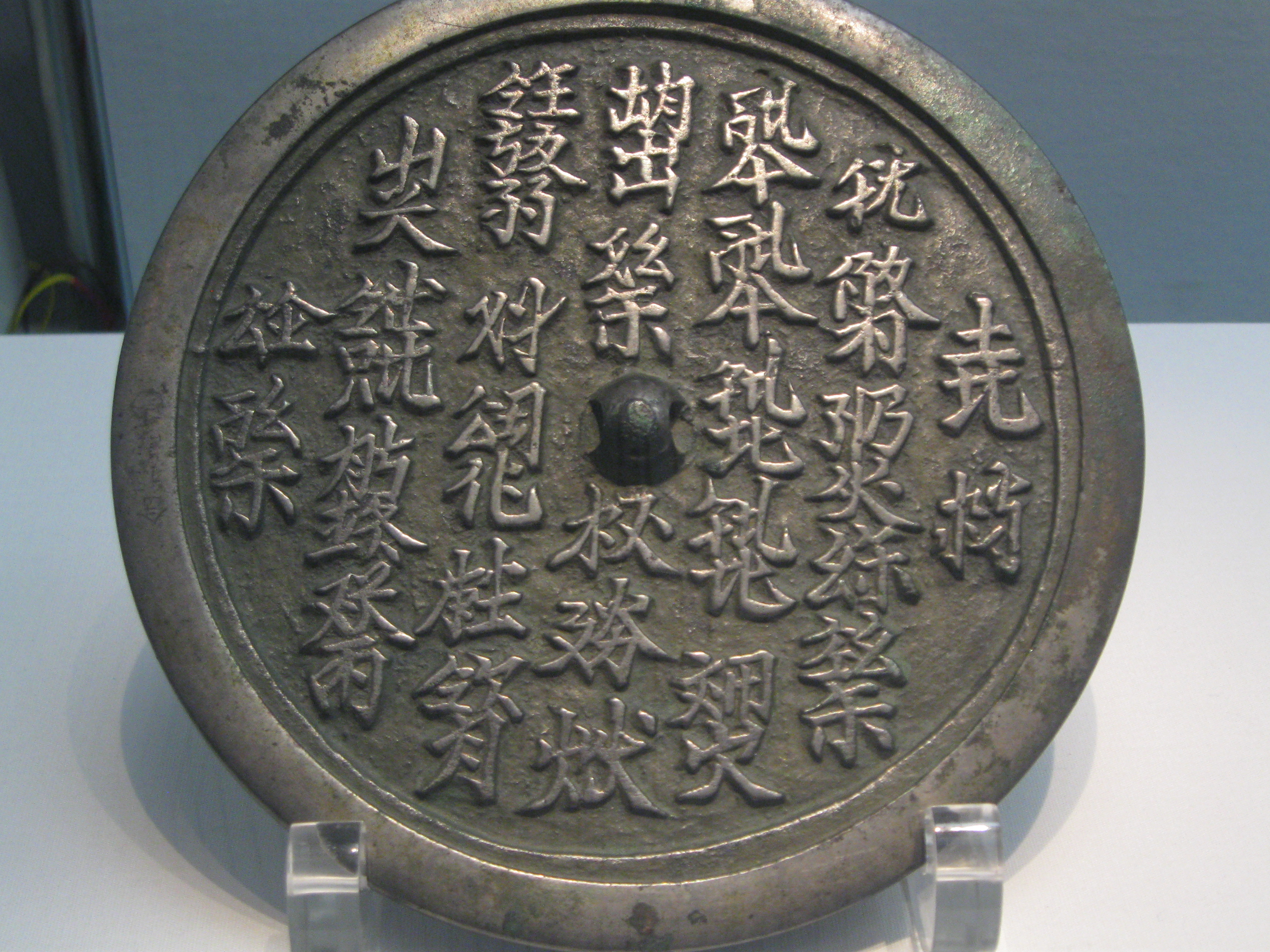
Petite écriture khitan
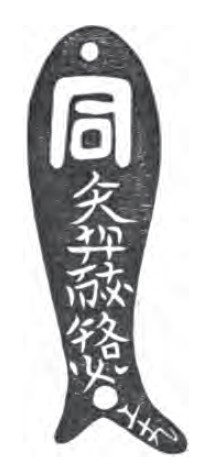
Poisson à petite écriture

Les chroniques chinoises rapportent que la vie littéraire est importante à Pékin à l'époque de la dynastie Liao. Les empereurs eux-mêmes s'adonnent à la littérature et à la poésie, des savants khitan rédigent des ouvrages historiques. Sculpture, peinture et musique sont appréciées.
Le chamanisme reste la religion des Khitan. Dans l'empire Khitan Liao, le confucianisme devient théoriquement la religion d'État mais le bouddhisme, très populaire, détient le plus grand pouvoir. On voit vers la fin du Xe siècle de plus en plus de Khitan donner un nom personnel bouddhique à leurs enfants.

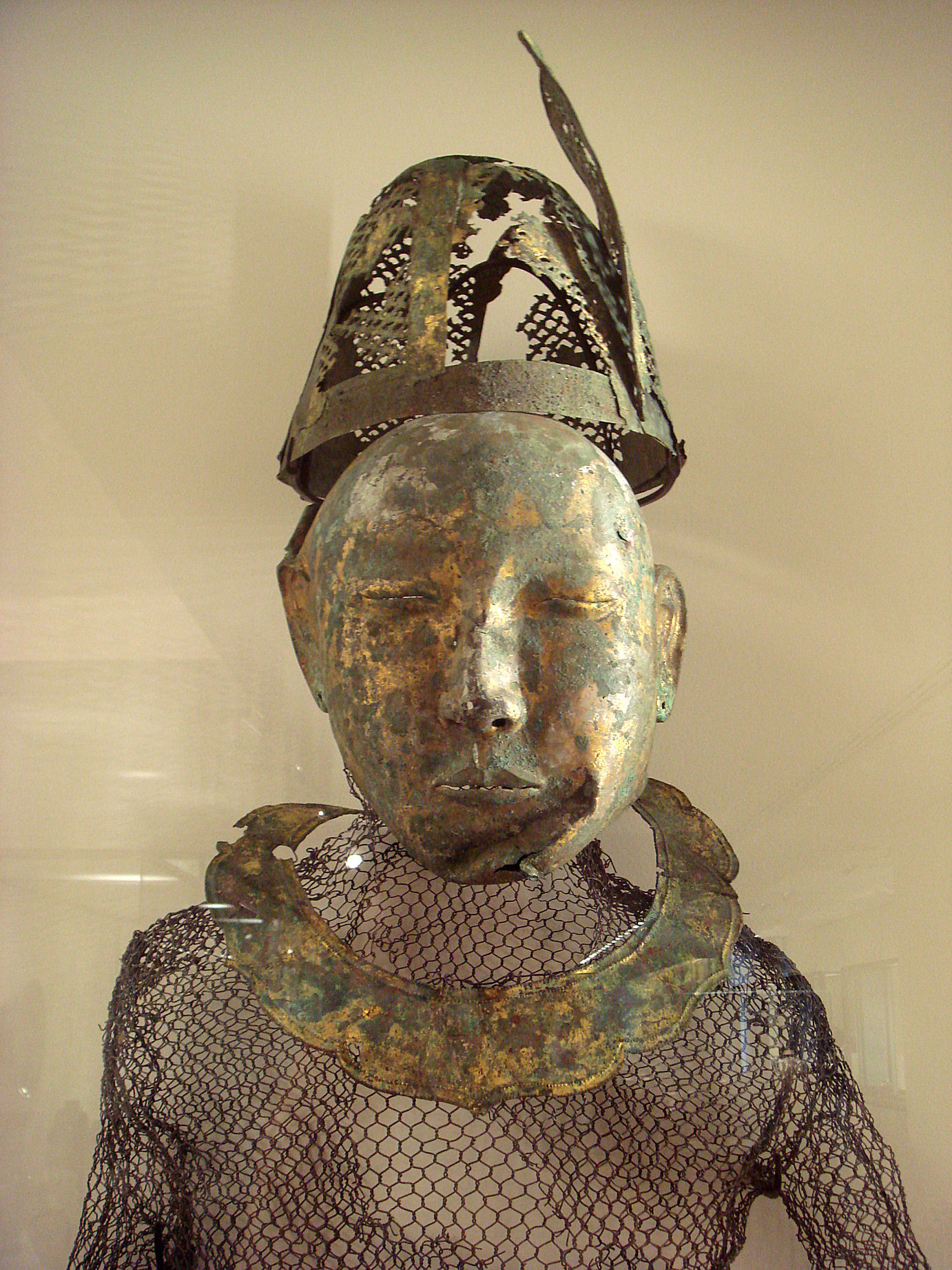
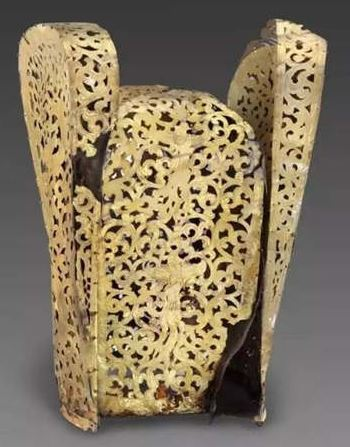
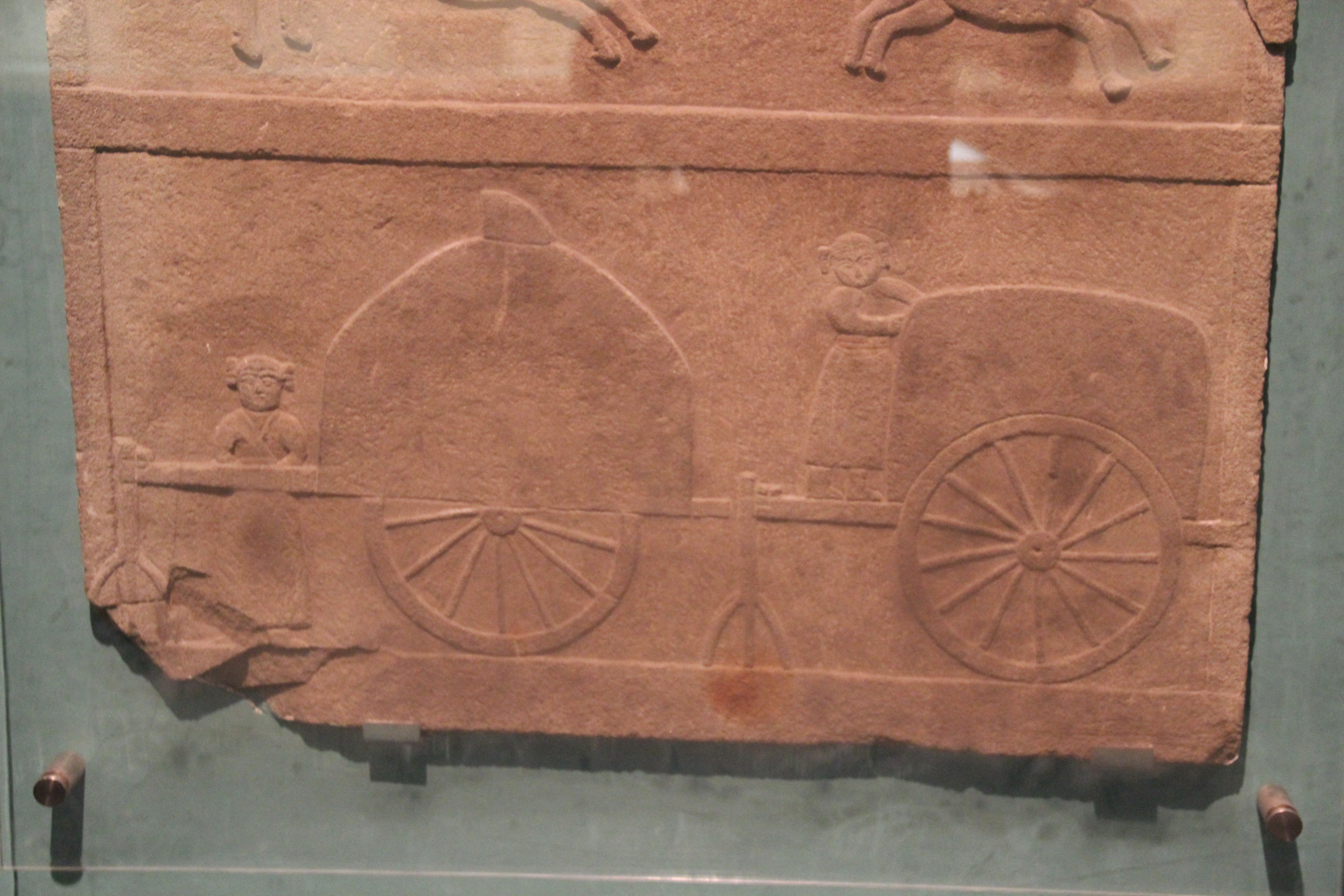
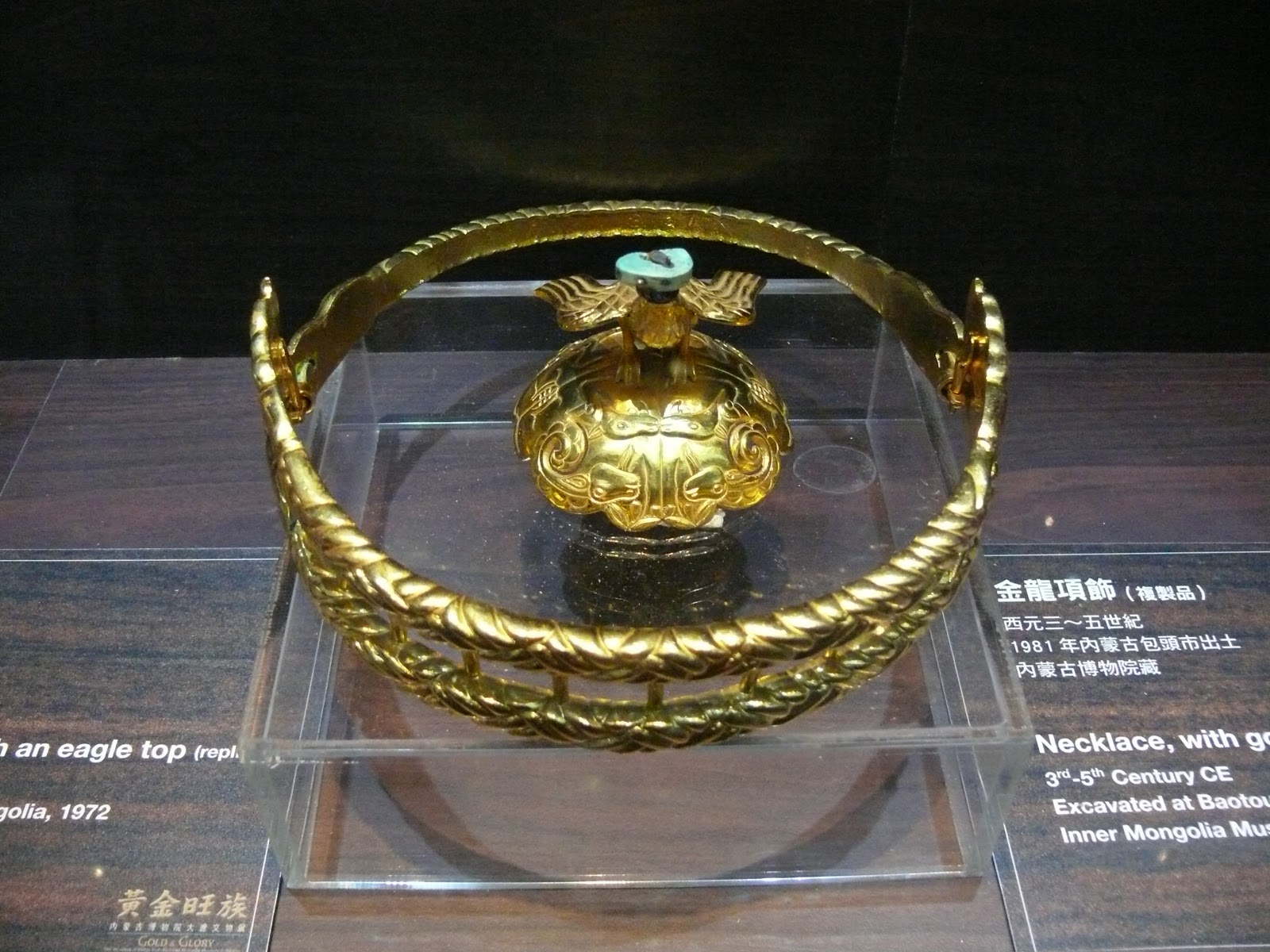
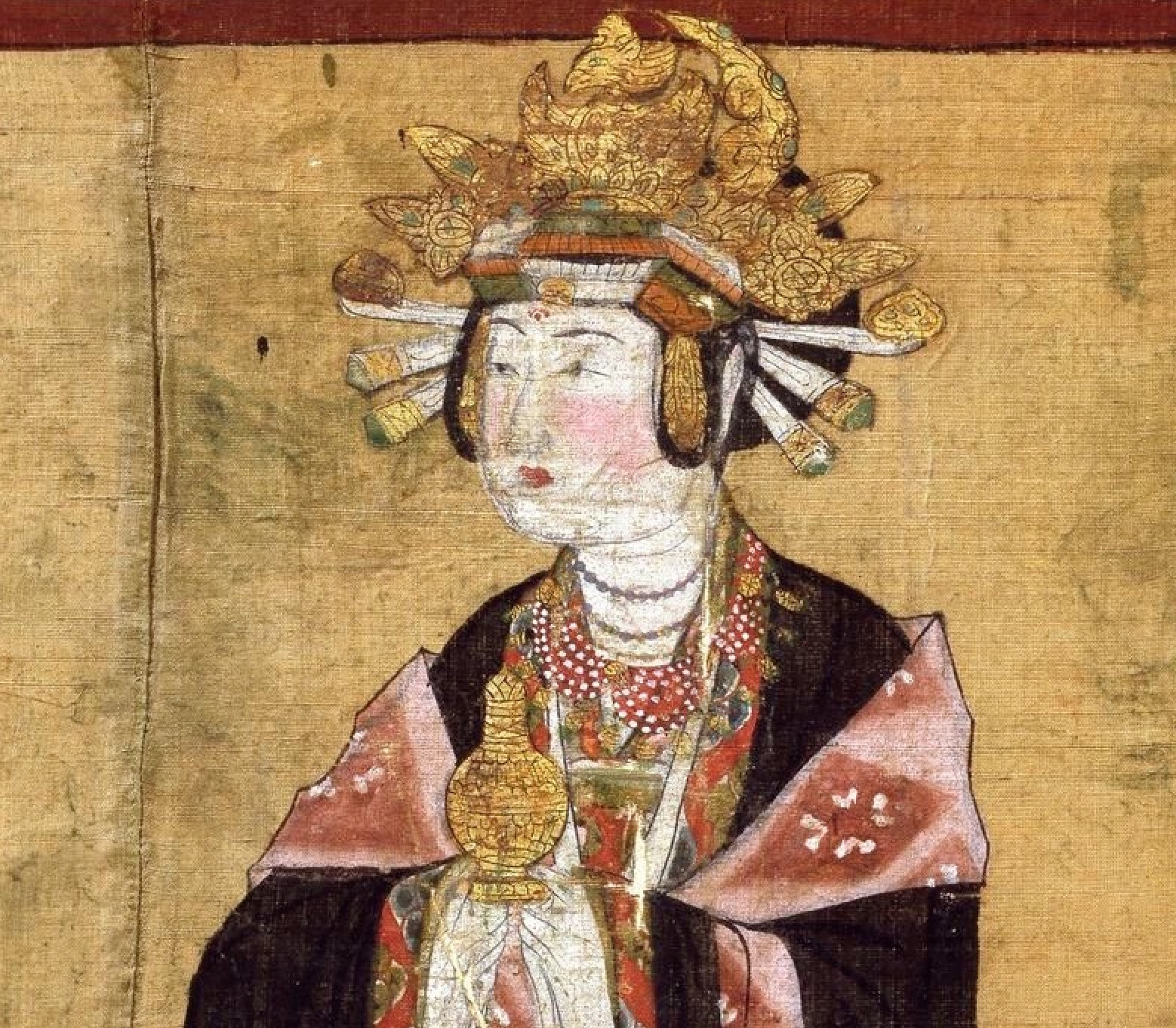